# Bico-virado-de-peito-branco
O bico-virado-de-peito-branco (Pygarrhichas albogularis) é uma espécie de ave da família Furnariidae. É a única espécie do gênero Pygarrhichas. Com cerca de 15 cm de comprimento, possui uma cauda rígida e arredondada. As partes superiores são marrom-escuras, tornando-se vermelhas na parte inferior das costas e na cauda, contrastando fortemente com a garganta e o peito de um branco brilhante. O restante das partes inferiores é grosseiramente mosqueado de branco. O bico é longo e ligeiramente curvado para cima. Sua aparência geral lembra membro do gênero Sitta, embora não sejam diretamente relacionados. Assim como as aves do gênero Sitta, os pássaros da família Furnariidae exploram incansavelmente troncos e galhos de árvores antigas em busca de pequenos artrópodes que compõem sua alimentação, movendo-se em espiral pelos troncos ou, às vezes, descendo de cabeça para baixo. O bico-virado-de-peito-branco consome pequenos invertebrados encontrados na casca e nidifica em cavidades de árvores. Fora da estação reprodutiva, pode formar bandos mistos de forrageamento com outras espécies de aves.
O bico-virado-de-peito-branco habita a ponta sul do continente americano, em Chile e Argentina, de Santiago e Mendoza até a Terra do Fogo. Busca florestas com árvores grandes, cujos troncos antigos oferecem locais adequados para nidificação, sejam elas de planície ou montanha, densas ou abertas. Foi descrito em 1831 por Phillip Parker King [en], explorador britânico da Patagônia e Terra do Fogo. Sua posição sistemática dentro da família permanece incerta, com semelhanças superficiais com outros Furnariidae que forrageiam na casca de árvores, resultado de uma evolução convergente. A filogenética molecular sugere relação com os gêneros Microxenops [en] e Ochetorhynchus [en]. Não há subespécies descritas. Sua distribuição é relativamente ampla e não há evidências de declínio populacional, sendo considerado pouco preocupante pela União Internacional para a Conservação da Natureza.

## Taxonomia

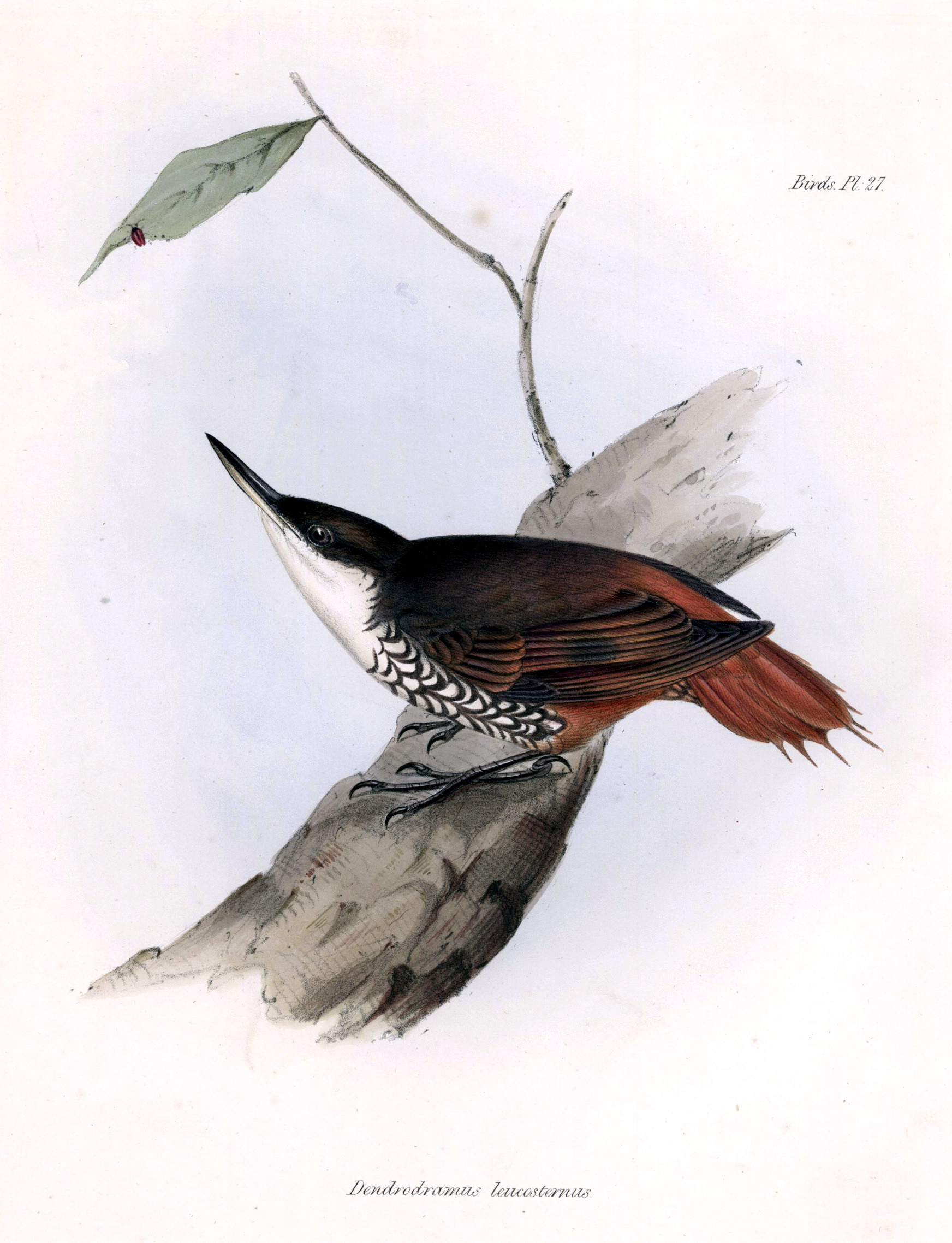
Ilustração de John Gould, que descreveu a espécie como Dendrodramus leucosternus em 1839.

O bico-virado-de-peito-branco foi descrito cientificamente em 1831 sob o protônimo Dendrocolaptes albogularis pelo explorador britânico Phillip Parker King, que visitou a Patagônia e a Terra do Fogo. O nome específico, albogularis, significa "garganta branca" em latim; a localidade-tipo não é conhecida, mas presume-se ser o Estreito de Magalhães. Em 1837, o zoólogo argentino Hermann Burmeister removeu a espécie do gênero Dendrocolaptes, que hoje inclui apenas cinco espécies, e a colocou em um gênero separado, Pygarrhichas, atribuindo-lhe o novo nome específico "ruficaudis" (do latim, "cauda vermelha"). Burmeister criou esse nome a partir do grego antigo πυγη (pugē), que significa "garupa", e αρριχος (arrhikhos), que denota vime, referindo-se à rigidez da cauda da ave, que auxilia seu deslocamento ao longo dos troncos.
Em 1839, o ornitólogo inglês John Gould, provavelmente sem conhecimento do trabalho de King, descreveu a espécie em Zoology of the Voyage of H.M.S. Beagle como Dendrodramus leucosternus (do grego antigo para "ventre branco"). Ele observou a espécie na Ilha Grande de Chiloé e notou semelhanças com a trepadeira-do-bosque (Certhia familiaris) em seu comportamento. Em 1890, o zoólogo inglês Philip Sclater colocou esse gênero na família agora obsoleta Dendrocolaptidae, posição alterada pelo paleornitólogo Alan Feduccia [en] em 1973, que classificou o gênero na atual família Furnariidae. Segundo o Congresso Ornitológico Internacional e Alan P. Peterson, não há subespécies reconhecidas.

### Posição na família
Em 1839, Gould menciona que o zoólogo inglês George Robert Gray relacionaria o bico-virado-de-peito-branco ao gênero Dendroplex, descrito pelo ornitólogo inglês William Swainson. No Handbook of the Birds of the World [en] de 2003, volume 8, o ornitólogo americano James Van Remsen Jr. [en] explica que, embora P. albogularis seja tradicionalmente relacionado ao Xenops sittines e outros pássaros da família Furnariidae que forrageiam na casca de árvores, a plumagem e a biogeografia sugerem que essas espécies não são diretamente relacionadas, e suas semelhanças são apenas resultado de evolução convergente. Também foi sugerido que semelhanças na plumagem e no comportamento de forrageamento podem aproximar o bico-virado-de-peito-branco dos gêneros Synallaxis e Aphrastura [en].
Duas filogenéticas moleculares da família, publicadas em 2009, e outra em 2011, negam essa relação e esclarecem parcialmente a história evolutiva, implicando mudanças significativas na classificação. Propõe-se a nomeação de uma subfamília ("Pygarrhichinae") ou tribo ("Pygarrhichini", dentro da subfamília Furnariinae) para um clado que incluiria o bico-virado-de-peito-branco, o bico-virado-da-copa [en] (Microxenops milleri), espécies do gênero Ochetorhynchus, além de absorver Eremobius phoenicurus e Chilia melanura, anteriormente colocados nos gêneros monotípicos Eremobius e Chilia, respectivamente.
|  | Microxenops [en]                                                     |
|  |                                                                      |
|  | \| \| Pygarrhichas \| \| \| \| \| \| Ochetorhynchus [en] \| \| \| \| |
|  |                                                                      |
|  | Pygarrhichas                                                         |
|  |                                                                      |
|  | Ochetorhynchus [en]                                                  |
|  |                                                                      |

|  | Pygarrhichas        |
|  |                     |
|  | Ochetorhynchus [en] |
|  |                     |

|  | Microxenops [en]                                                     |
|  |                                                                      |
|  | \| \| Pygarrhichas \| \| \| \| \| \| Ochetorhynchus [en] \| \| \| \| |
|  |                                                                      |
|  | Pygarrhichas                                                         |
|  |                                                                      |
|  | Ochetorhynchus [en]                                                  |
|  |                                                                      |

|  | Pygarrhichas        |
|  |                     |
|  | Ochetorhynchus [en] |
|  |                     |

|  | Microxenops [en]                                                     |
|  |                                                                      |
|  | \| \| Pygarrhichas \| \| \| \| \| \| Ochetorhynchus [en] \| \| \| \| |
|  |                                                                      |
|  | Pygarrhichas                                                         |
|  |                                                                      |
|  | Ochetorhynchus [en]                                                  |
|  |                                                                      |

|  | Pygarrhichas        |
|  |                     |
|  | Ochetorhynchus [en] |
|  |                     |

|  | Microxenops [en]                                                     |
|  |                                                                      |
|  | \| \| Pygarrhichas \| \| \| \| \| \| Ochetorhynchus [en] \| \| \| \| |
|  |                                                                      |
|  | Pygarrhichas                                                         |
|  |                                                                      |
|  | Ochetorhynchus [en]                                                  |
|  |                                                                      |

|  | Pygarrhichas        |
|  |                     |
|  | Ochetorhynchus [en] |
|  |                     |

|  | Microxenops [en]                                                     |
|  |                                                                      |
|  | \| \| Pygarrhichas \| \| \| \| \| \| Ochetorhynchus [en] \| \| \| \| |
|  |                                                                      |
|  | Pygarrhichas                                                         |
|  |                                                                      |
|  | Ochetorhynchus [en]                                                  |
|  |                                                                      |

|  | Pygarrhichas        |
|  |                     |
|  | Ochetorhynchus [en] |
|  |                     |

|  | Microxenops [en]                                                     |
|  |                                                                      |
|  | \| \| Pygarrhichas \| \| \| \| \| \| Ochetorhynchus [en] \| \| \| \| |
|  |                                                                      |
|  | Pygarrhichas                                                         |
|  |                                                                      |
|  | Ochetorhynchus [en]                                                  |
|  |                                                                      |

|  | Pygarrhichas        |
|  |                     |
|  | Ochetorhynchus [en] |
|  |                     |

|  | Microxenops [en]                                                     |
|  |                                                                      |
|  | \| \| Pygarrhichas \| \| \| \| \| \| Ochetorhynchus [en] \| \| \| \| |
|  |                                                                      |
|  | Pygarrhichas                                                         |
|  |                                                                      |
|  | Ochetorhynchus [en]                                                  |
|  |                                                                      |

|  | Pygarrhichas        |
|  |                     |
|  | Ochetorhynchus [en] |
|  |                     |

|  | Microxenops [en]                                                     |
|  |                                                                      |
|  | \| \| Pygarrhichas \| \| \| \| \| \| Ochetorhynchus [en] \| \| \| \| |
|  |                                                                      |
|  | Pygarrhichas                                                         |
|  |                                                                      |
|  | Ochetorhynchus [en]                                                  |
|  |                                                                      |

|  | Pygarrhichas        |
|  |                     |
|  | Ochetorhynchus [en] |
|  |                     |

|  | Microxenops [en]                                                     |
|  |                                                                      |
|  | \| \| Pygarrhichas \| \| \| \| \| \| Ochetorhynchus [en] \| \| \| \| |
|  |                                                                      |
|  | Pygarrhichas                                                         |
|  |                                                                      |
|  | Ochetorhynchus [en]                                                  |
|  |                                                                      |

|  | Pygarrhichas        |
|  |                     |
|  | Ochetorhynchus [en] |
|  |                     |

|  | Microxenops [en]                                                     |
|  |                                                                      |
|  | \| \| Pygarrhichas \| \| \| \| \| \| Ochetorhynchus [en] \| \| \| \| |
|  |                                                                      |
|  | Pygarrhichas                                                         |
|  |                                                                      |
|  | Ochetorhynchus [en]                                                  |
|  |                                                                      |

|  | Pygarrhichas        |
|  |                     |
|  | Ochetorhynchus [en] |
|  |                     |

|  | Microxenops [en]                                                     |
|  |                                                                      |
|  | \| \| Pygarrhichas \| \| \| \| \| \| Ochetorhynchus [en] \| \| \| \| |
|  |                                                                      |
|  | Pygarrhichas                                                         |
|  |                                                                      |
|  | Ochetorhynchus [en]                                                  |
|  |                                                                      |

|  | Pygarrhichas        |
|  |                     |
|  | Ochetorhynchus [en] |
|  |                     |

|  | Microxenops [en]                                                     |
|  |                                                                      |
|  | \| \| Pygarrhichas \| \| \| \| \| \| Ochetorhynchus [en] \| \| \| \| |
|  |                                                                      |
|  | Pygarrhichas                                                         |
|  |                                                                      |
|  | Ochetorhynchus [en]                                                  |
|  |                                                                      |

|  | Pygarrhichas        |
|  |                     |
|  | Ochetorhynchus [en] |
|  |                     |

|  | Microxenops [en]                                                     |
|  |                                                                      |
|  | \| \| Pygarrhichas \| \| \| \| \| \| Ochetorhynchus [en] \| \| \| \| |
|  |                                                                      |
|  | Pygarrhichas                                                         |
|  |                                                                      |
|  | Ochetorhynchus [en]                                                  |
|  |                                                                      |

|  | Pygarrhichas        |
|  |                     |
|  | Ochetorhynchus [en] |
|  |                     |

|  | Microxenops [en]                                                     |
|  |                                                                      |
|  | \| \| Pygarrhichas \| \| \| \| \| \| Ochetorhynchus [en] \| \| \| \| |
|  |                                                                      |
|  | Pygarrhichas                                                         |
|  |                                                                      |
|  | Ochetorhynchus [en]                                                  |
|  |                                                                      |

|  | Pygarrhichas        |
|  |                     |
|  | Ochetorhynchus [en] |
|  |                     |

|  | Microxenops [en]                                                     |
|  |                                                                      |
|  | \| \| Pygarrhichas \| \| \| \| \| \| Ochetorhynchus [en] \| \| \| \| |
|  |                                                                      |
|  | Pygarrhichas                                                         |
|  |                                                                      |
|  | Ochetorhynchus [en]                                                  |
|  |                                                                      |

|  | Pygarrhichas        |
|  |                     |
|  | Ochetorhynchus [en] |
|  |                     |

|  | Microxenops [en]                                                     |
|  |                                                                      |
|  | \| \| Pygarrhichas \| \| \| \| \| \| Ochetorhynchus [en] \| \| \| \| |
|  |                                                                      |
|  | Pygarrhichas                                                         |
|  |                                                                      |
|  | Ochetorhynchus [en]                                                  |
|  |                                                                      |

|  | Pygarrhichas        |
|  |                     |
|  | Ochetorhynchus [en] |
|  |                     |

|  | Microxenops [en]                                                     |
|  |                                                                      |
|  | \| \| Pygarrhichas \| \| \| \| \| \| Ochetorhynchus [en] \| \| \| \| |
|  |                                                                      |
|  | Pygarrhichas                                                         |
|  |                                                                      |
|  | Ochetorhynchus [en]                                                  |
|  |                                                                      |

|  | Pygarrhichas        |
|  |                     |
|  | Ochetorhynchus [en] |
|  |                     |

|  | Microxenops [en]                                                     |
|  |                                                                      |
|  | \| \| Pygarrhichas \| \| \| \| \| \| Ochetorhynchus [en] \| \| \| \| |
|  |                                                                      |
|  | Pygarrhichas                                                         |
|  |                                                                      |
|  | Ochetorhynchus [en]                                                  |
|  |                                                                      |

|  | Pygarrhichas        |
|  |                     |
|  | Ochetorhynchus [en] |
|  |                     |

|  | Microxenops [en]                                                     |
|  |                                                                      |
|  | \| \| Pygarrhichas \| \| \| \| \| \| Ochetorhynchus [en] \| \| \| \| |
|  |                                                                      |
|  | Pygarrhichas                                                         |
|  |                                                                      |
|  | Ochetorhynchus [en]                                                  |
|  |                                                                      |

|  | Pygarrhichas        |
|  |                     |
|  | Ochetorhynchus [en] |
|  |                     |

|  | Microxenops [en]                                                     |
|  |                                                                      |
|  | \| \| Pygarrhichas \| \| \| \| \| \| Ochetorhynchus [en] \| \| \| \| |
|  |                                                                      |
|  | Pygarrhichas                                                         |
|  |                                                                      |
|  | Ochetorhynchus [en]                                                  |
|  |                                                                      |

|  | Pygarrhichas        |
|  |                     |
|  | Ochetorhynchus [en] |
|  |                     |

|  | Microxenops [en]                                                     |
|  |                                                                      |
|  | \| \| Pygarrhichas \| \| \| \| \| \| Ochetorhynchus [en] \| \| \| \| |
|  |                                                                      |
|  | Pygarrhichas                                                         |
|  |                                                                      |
|  | Ochetorhynchus [en]                                                  |
|  |                                                                      |

|  | Pygarrhichas        |
|  |                     |
|  | Ochetorhynchus [en] |
|  |                     |

|  | Microxenops [en]                                                     |
|  |                                                                      |
|  | \| \| Pygarrhichas \| \| \| \| \| \| Ochetorhynchus [en] \| \| \| \| |
|  |                                                                      |
|  | Pygarrhichas                                                         |
|  |                                                                      |
|  | Ochetorhynchus [en]                                                  |
|  |                                                                      |

|  | Pygarrhichas        |
|  |                     |
|  | Ochetorhynchus [en] |
|  |                     |

|  | Microxenops [en]                                                     |
|  |                                                                      |
|  | \| \| Pygarrhichas \| \| \| \| \| \| Ochetorhynchus [en] \| \| \| \| |
|  |                                                                      |
|  | Pygarrhichas                                                         |
|  |                                                                      |
|  | Ochetorhynchus [en]                                                  |
|  |                                                                      |

|  | Pygarrhichas        |
|  |                     |
|  | Ochetorhynchus [en] |
|  |                     |

|  | Microxenops [en]                                                     |
|  |                                                                      |
|  | \| \| Pygarrhichas \| \| \| \| \| \| Ochetorhynchus [en] \| \| \| \| |
|  |                                                                      |
|  | Pygarrhichas                                                         |
|  |                                                                      |
|  | Ochetorhynchus [en]                                                  |
|  |                                                                      |

|  | Pygarrhichas        |
|  |                     |
|  | Ochetorhynchus [en] |
|  |                     |

|  | Microxenops [en]                                                     |
|  |                                                                      |
|  | \| \| Pygarrhichas \| \| \| \| \| \| Ochetorhynchus [en] \| \| \| \| |
|  |                                                                      |
|  | Pygarrhichas                                                         |
|  |                                                                      |
|  | Ochetorhynchus [en]                                                  |
|  |                                                                      |

|  | Pygarrhichas        |
|  |                     |
|  | Ochetorhynchus [en] |
|  |                     |

|  | Microxenops [en]                                                     |
|  |                                                                      |
|  | \| \| Pygarrhichas \| \| \| \| \| \| Ochetorhynchus [en] \| \| \| \| |
|  |                                                                      |
|  | Pygarrhichas                                                         |
|  |                                                                      |
|  | Ochetorhynchus [en]                                                  |
|  |                                                                      |

|  | Pygarrhichas        |
|  |                     |
|  | Ochetorhynchus [en] |
|  |                     |

|  | Microxenops [en]                                                     |
|  |                                                                      |
|  | \| \| Pygarrhichas \| \| \| \| \| \| Ochetorhynchus [en] \| \| \| \| |
|  |                                                                      |
|  | Pygarrhichas                                                         |
|  |                                                                      |
|  | Ochetorhynchus [en]                                                  |
|  |                                                                      |

|  | Pygarrhichas        |
|  |                     |
|  | Ochetorhynchus [en] |
|  |                     |

|  | Microxenops [en]                                                     |
|  |                                                                      |
|  | \| \| Pygarrhichas \| \| \| \| \| \| Ochetorhynchus [en] \| \| \| \| |
|  |                                                                      |
|  | Pygarrhichas                                                         |
|  |                                                                      |
|  | Ochetorhynchus [en]                                                  |
|  |                                                                      |

|  | Pygarrhichas        |
|  |                     |
|  | Ochetorhynchus [en] |
|  |                     |

|  | Microxenops [en]                                                     |
|  |                                                                      |
|  | \| \| Pygarrhichas \| \| \| \| \| \| Ochetorhynchus [en] \| \| \| \| |
|  |                                                                      |
|  | Pygarrhichas                                                         |
|  |                                                                      |
|  | Ochetorhynchus [en]                                                  |
|  |                                                                      |

|  | Pygarrhichas        |
|  |                     |
|  | Ochetorhynchus [en] |
|  |                     |

|  | Microxenops [en]                                                     |
|  |                                                                      |
|  | \| \| Pygarrhichas \| \| \| \| \| \| Ochetorhynchus [en] \| \| \| \| |
|  |                                                                      |
|  | Pygarrhichas                                                         |
|  |                                                                      |
|  | Ochetorhynchus [en]                                                  |
|  |                                                                      |

|  | Pygarrhichas        |
|  |                     |
|  | Ochetorhynchus [en] |
|  |                     |

|  | Microxenops [en]                                                     |
|  |                                                                      |
|  | \| \| Pygarrhichas \| \| \| \| \| \| Ochetorhynchus [en] \| \| \| \| |
|  |                                                                      |
|  | Pygarrhichas                                                         |
|  |                                                                      |
|  | Ochetorhynchus [en]                                                  |
|  |                                                                      |

|  | Pygarrhichas        |
|  |                     |
|  | Ochetorhynchus [en] |
|  |                     |

|  | Microxenops [en]                                                     |
|  |                                                                      |
|  | \| \| Pygarrhichas \| \| \| \| \| \| Ochetorhynchus [en] \| \| \| \| |
|  |                                                                      |
|  | Pygarrhichas                                                         |
|  |                                                                      |
|  | Ochetorhynchus [en]                                                  |
|  |                                                                      |

|  | Pygarrhichas        |
|  |                     |
|  | Ochetorhynchus [en] |
|  |                     |

## Descrição

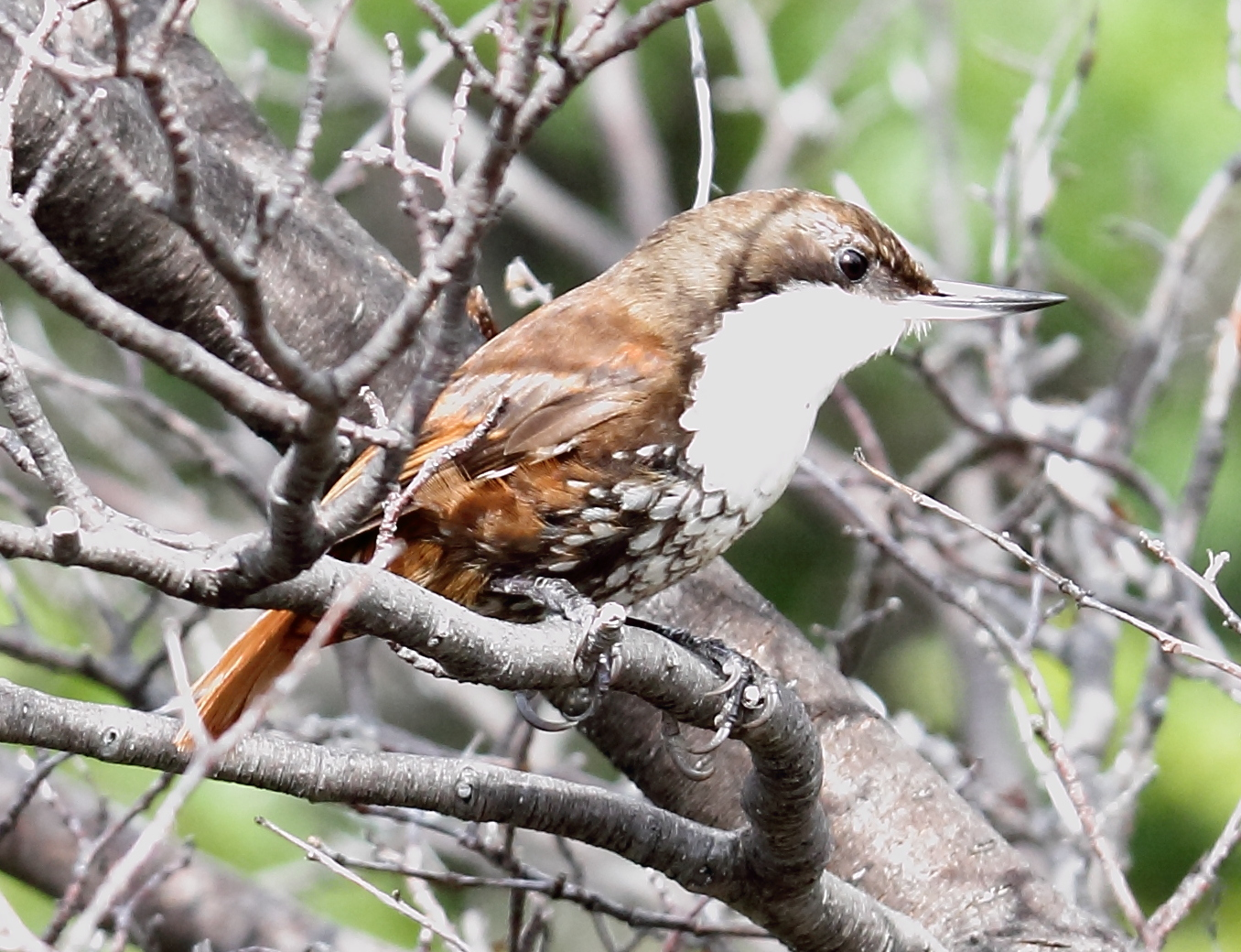
Adulto do bico-virado-de-peito-branco.

O bico-virado-de-peito-branco mede, em média, 15 a 16 cm de comprimento, com peso entre 20 e 27 g. Sua aparência lembra a de um pássaro do gênero Sitta, com sua aparência geral e plumagem, diferente de outras espécies de Furnariidae. A corda máxima varia de 76 a 86 mm, a cauda de 52 a 65 mm e o torso de 20 a 23,7 mm. A íris é marrom-escura. Possui um bico longo, de cerca de 16 a 23,8 mm, com uma leve curvatura para cima. A mandíbula superior é cinza-escura, e a inferior é cinza-clara esbranquiçada. Os pés são cinza-escuros, enegrecidos ou marrons.
A espécie é facilmente reconhecida por sua garganta branca, que contrasta com suas partes superiores. A face é marrom-escura, ligeiramente mais escura que o píleo, que é marrom opaco. O dorso é castanho-claro, puxando para uma garupa e cauda vermelhas. As penas coberteiras das asas são marrom-escuras, com vermelho ou castanho nas bordas das penas e na extremidade da cauda. As primárias são mais escuras, as rêmiges marrom-pretas com bordas claras, e as primárias internas marcadas com uma curta barra alar vermelho-clara. A cauda é arredondada, com rectrizes rígidas, terminando em pequenas espinhas de até 9 mm de comprimento.
Uma grande zona branca cobre a bochecha e a garganta, descendo até a metade do peito. O restante das partes inferiores, até as coberteiras de cauda inferior, é composto por penas brancas amplamente bordadas de marrom-escuro, conferindo uma aparência irregularmente manchada. Ambos os sexos de adultos são semelhantes. O filhote é distinguido por um píleo e dorso listrados de ocre, frequentemente com bordas enegrecidas nas penas da garganta.

## Ecologia e comportamento

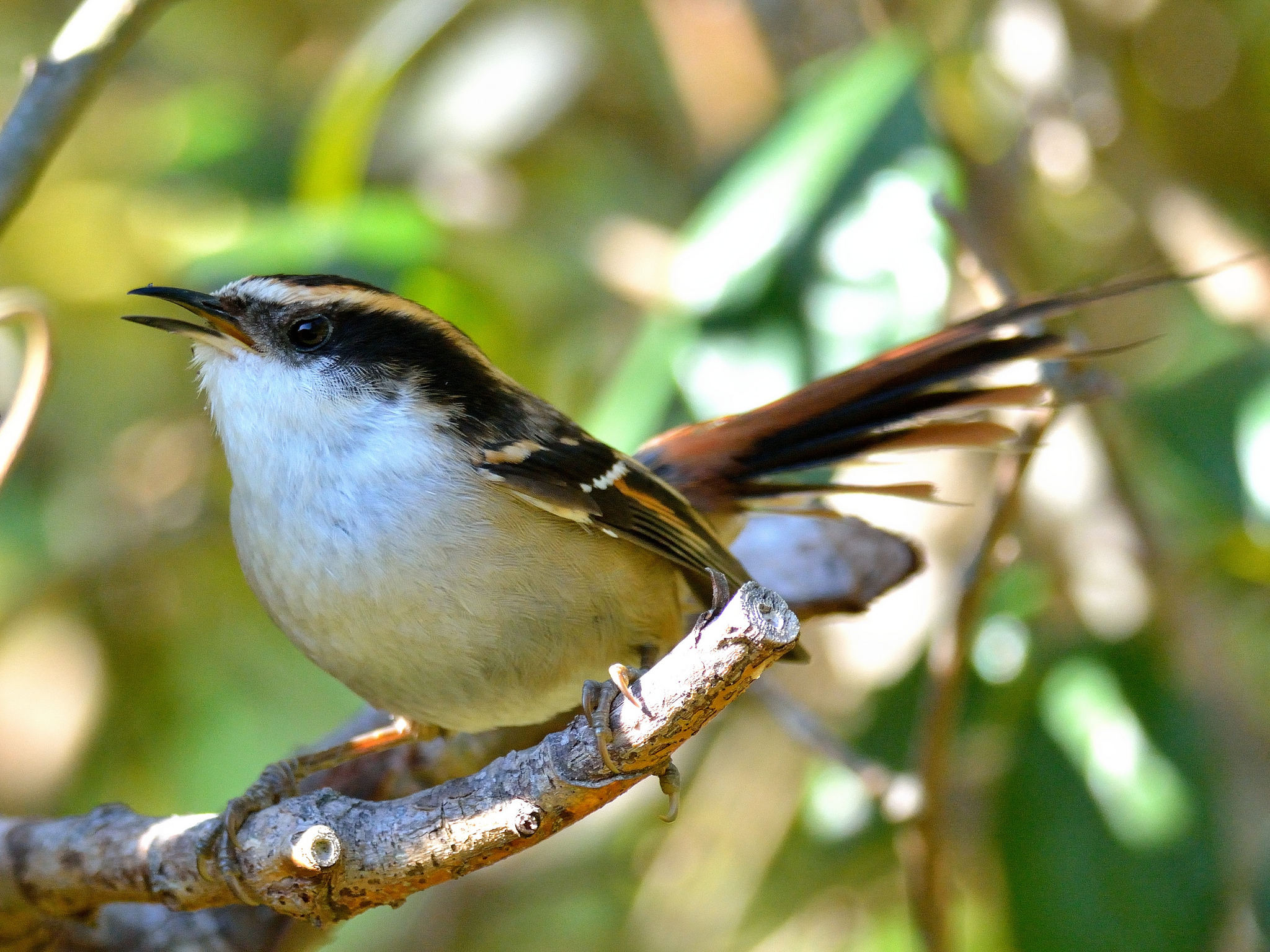
O bico-virado-de-peito-branco pode se alimentar em bandos com outras espécies, como o raiadinho-chileno.

### Vocalizações
O bico-virado-de-peito-branco emite um grito curto e penetrante, evocando uma rápida sucessão de sons de gotas d'água. Seu chamado de contato é descrito como um "kik-ik", "tsi-ik" ou "tsik" alto, rápido e metálico, repetido rapidamente. A ave também pode emitir um "peet peet" sonoro e, durante o voo, um "tic" seco.

### Alimentação
Semelhante em comportamento aos pássaros do gênero Sitta, o bico-virado-de-peito-branco é uma ave inquieta, movendo-se de forma brusca e mudando de direção rapidamente. Pode descer dos troncos de cabeça para baixo. Explora troncos e galhos grandes de árvores antigas, frequentemente em espiral, buscando pequenos insetos e suas larvas em todas as fendas, às vezes batendo levemente com o bico, como um pica-pau, ou extraindo larvas de sob a casca com o bico. Pode usar a cauda para suporte, mas também forrageia muito com a cauda à frente. Explora troncos rapidamente e passa mais tempo forrageando em galhos menores, procurando presas na base dos pecíolos das folhas.
Sua dieta é pouco conhecida, consistindo de artrópodes, incluindo adultos e larvas de besouros, além de dípteros. Um estudo na província de Osorno mostrou que o bico-virado-de-peito-branco forrageia principalmente em árvores como Nothofagus dombeyi [en], Nothofagus obliqua [en], Eucryphia cordifolia [en], e geralmente em árvores mortas, mesmo quando outras espécies de árvores e arbustos estão disponíveis. Essas preferências podem ser explicadas pela estrutura da casca e pela maior abundância de insetos acessíveis. Em algumas localidades, especialmente em ilhas sem predadores terrestres, a espécie também pode se alimentar no solo. Fora da estação reprodutiva, pode formar bandos mistos de forrageamento com o raiadinho-chileno (Aphrastura spinicauda), o pica-pau-listrado [en] (Veniliornis lignarius) e, às vezes, com a noivinha-olho-de-fogo (Xolmis pyrope), o canário-montês-da-patagônia [en] (Phrygilus patagonicus) e o pintassilgo-de-gravata (Spinus barbatus).

### Reprodução
O bico-virado-de-peito-branco nidifica em cavidades de árvores. Pode nidificar em troncos de árvores senescentes ou danificadas por fogo, mas não é tão eficiente nessa tarefa quanto espécies como pica-paus, reutilizando cavidades existentes. Observações de comportamento antagônico de pica-paus em relação a outras espécies que reutilizam cavidades sugerem que ele compete mais pelo uso de cavidades do que fornece novos locais de nidificação ao escavá-las. Um estudo com o raiadito-chileno para avaliar se canções coespecíficas atraíam indivíduos para áreas de nidificação adequadas mostrou que, ao contrário, aves que nidificam em cavidades — incluindo bicos-virados-de-peito-branco e curruíras — evitavam áreas competitivas. No entanto, o bico-virado-de-peito-branco utiliza prontamente casas de pássaros.
A cavidade do ninho geralmente está entre 3 a 8 m acima do solo, com 25 a 40 cm de profundidade. Não há forro além das lascas da escavação, mas foi relatado uma vez um tapete de gramíneas e penas. A estação reprodutiva provavelmente abrange a primavera e o verão do hemisfério sul, com ovos depositados em novembro-dezembro e filhotes nascendo em dezembro. Acredita-se que o bico-virado-de-peito-branco seja monogâmico, depositando de dois a três ovos. Ovos preservados no Museu de História Natural de Londres e medidos pelo naturalista inglês Eugene William Oates [en] têm aproximadamente 21,5 a 22 × 16,7 a 17 mm. Dados de captura-marcação-recaptura de 35 indivíduos na Reserva da Biosfera do Cabo Horn [en] indicam uma longevidade de pelo menos 3 anos e 8 meses.

## Distribuição e habitat

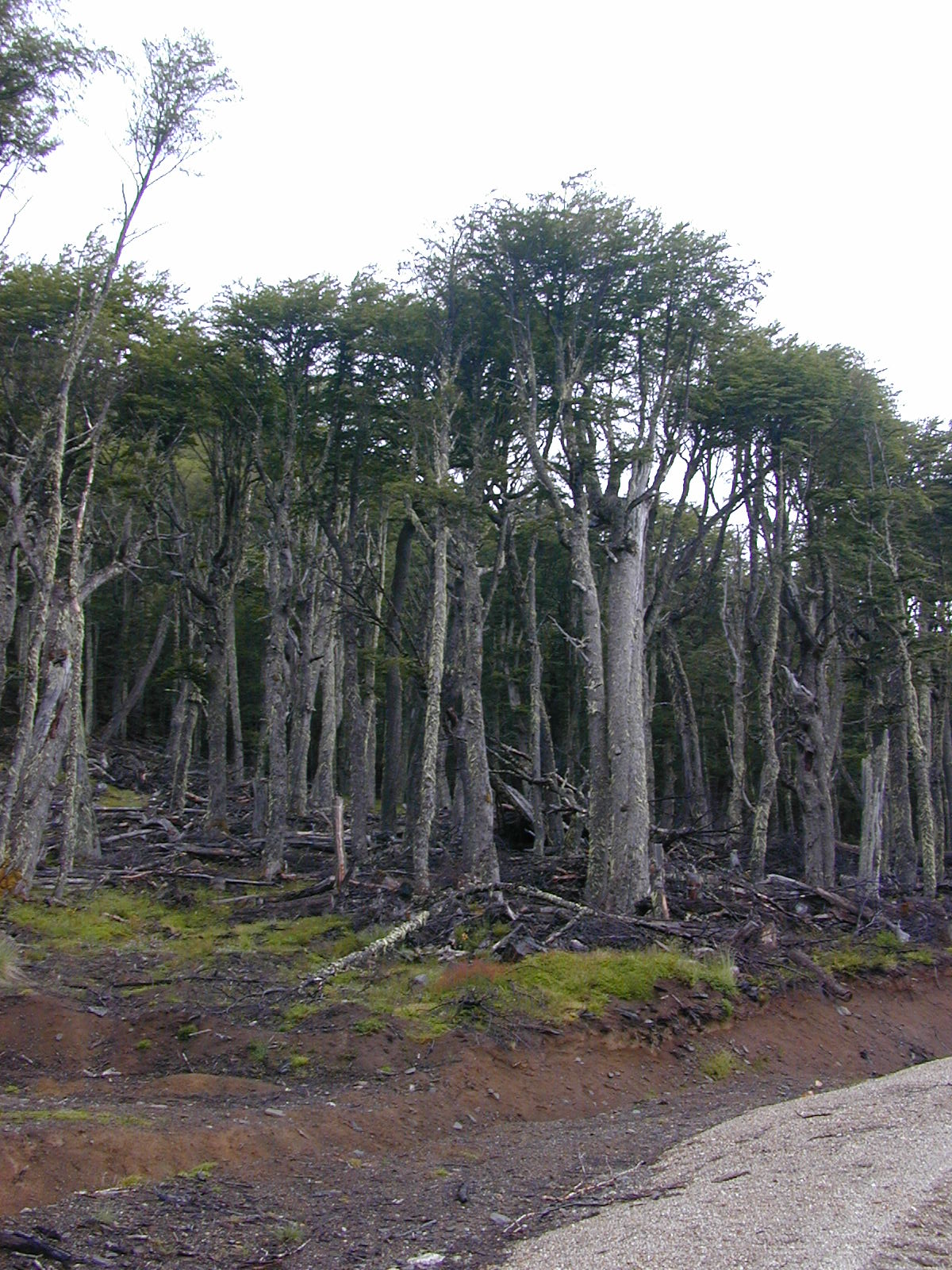
A floresta de lenga (Nothofagus pumilio) é um habitat típico do bico-virado-de-peito-branco.

Esta espécie vive no centro e sul do Chile e oeste da Argentina, de Santiago e Mendoza até a Terra do Fogo. É encontrada no extremo sul de sua distribuição na floresta mais austral do mundo, na Ilha de Hornos. Vive do nível do mar até 1.200 m de altitude, habitando florestas com árvores grandes, densas ou não, mas evitando florestas jovens. O bico-virado-de-peito-branco busca florestas dominadas por espécies do gênero Nothofagus. Explora os troncos a meia-altura das árvores até o topo do dossel, como faria um pica-pau pequeno. A espécie é sedentária, mas pode ser errática fora da estação reprodutiva.

## Relação com humanos

### Na cultura
O bico-virado-de-peito-branco aparece em algumas histórias tradicionais de Yagan como tatajurj, onde acompanha mulheres e coleta fungos epifíticos do gênero Cyttaria [en] dos troncos de Nothofagus betuloides [en], lenga (N. pumilio) e Nothofagus antarctica.

### Estado e ameaças
O bico-virado-de-peito-branco necessita de árvores senescentes disponíveis para nidificação, um habitat específico e escasso que merece esforços de conservação. No entanto, é bastante comum e está presente em várias áreas protegidas, como o Parque Nacional Vicente Pérez Rosales, Parque Nacional Puyehue [en], Parque Nacional Nahuelbuta [en] e Parque Nacional La Campana no Chile, ou o Parque Nacional da Terra do Fogo na Argentina. Sua distribuição é estimada em 470.000 km², e seus números são considerados estáveis; assim, a espécie é classificada como pouco preocupante pela União Internacional para a Conservação da Natureza.